# 慈悲山廃寺
慈悲山廃寺（じひざんはいじ）は、三重県鈴鹿市にかつてあった仏教寺院。
当初は加佐登神社周辺にあったらしく、正法寺または正福寺と称し、藤原秀郷が造営、40体の仏像と40社の神祠を有したと伝えられる。大江広元が地頭を務めたという。
観音寺を末寺としていたが、観音寺は慈悲山寺が衰えて高野山の末寺となったことから、観音寺が高野山の一字をとって高神山へ改称した1691年以前には寺運衰退していたと考えられている。
1872年（明治5年）には無住で廃寺となる。残存していた釈迦如来坐像など仏像3体は浄安寺に移された。